# Orgullo de Alicante
El Orgullo de Alicante (oficialmente Orgullo Alacant) es un acto reivindicativo, ciudadano, social y participativo que tiene lugar anualmente en Alicante y que se celebra el tercer fin de semana del mes de julio desde 2011. Es convocado y coordinado por la organización Diversidad.

## Historia
El Orgullo de Alicante se realiza desde el año 2011 bajo el mismo modelo, es decir, una semana de actividades y una marcha reivindicativa con un recorrido fijo, que acaba en un escenario con lectura de manifiesto por parte del secretario general de la entidad convocante, Diversidad. En esta marcha abierta y participativa pueden asistir todas las entidades, partidos políticos, asociaciones, sindicatos y ciudadanos y ciudadanas que suscriban el manifiesto. Es habitual encontrar pancartas de partidos de corte progresista, como PSOE, Compromis e IU, y en los últimos años se han sumado otros como Ciudadanos y Podemos. Así mismo, participan colectivos y entidades como Plataforma Animalista de Alicante, Proyecto Ciudad de los Colores, Gitanas Feministas por la Diversidad, AMPGYL, UGT, CCOO, etc.
Desde 2011 la participación en la marcha de Alicante por el día del Orgullo es cada vez más numerosa, alcanzando las 12 mil personas en 2016, desde los primeros años que rondaban las 5.000 personas participantes.  El año 2017 se alcanzó la cifra récord de 30.000 participantes y 75 entidades adheridas, rompiendo todas las expectativas de la propia organización.

### Lemas
| Año  | Lemas                                        |
| ---- | -------------------------------------------- |
| 2011 | Salud e Igualdad por derecho                 |
| 2012 | Totes les families importen                  |
| 2013 | Joves sense armaris                          |
| 2014 | Per un món sense armaris                     |
| 2015 | Lleis per la igualtat real ¡ja!              |
| 2016 | Visibilitat Bisexual en la Diversitat        |
| 2017 | Contra l'odi: llibertat, igualtat i dignitat |
|      |                                              |